# Aielo de Malferit
Aielo de Malferit è un comune spagnolo di 4 502 abitanti situato nella comunità autonoma Valenciana.
Qui vi nacque Nino Bravo, un famoso cantante morto prematuramente. In questo comune spagnolo vi nacque anche Ivana Andrés, calciatrice professionista del Real Madrid.